# Episodi di NCIS: New Orleans (sesta stagione)
La sesta stagione della serie televisiva NCIS: New Orleans, composta da 20 episodi, è stata trasmessa in prima visione assoluta negli Stati Uniti d'America sul canale CBS dal 24 settembre 2019 al 19 aprile 2020. Inizialmente formata da 24 episodi, in seguito alla diffusione del COVID-19 negli Stati Uniti d'America, la stagione viene ridotta a 20 episodi.
In Italia la prima parte (episodi nº 1-8) è stata trasmessa in prima visione assoluta su Rai 2 dal 25 ottobre al 13 dicembre 2020, la seconda parte (episodi nº 9-20) è stata trasmessa in prima visione assoluta dal 7 giugno al 5 settembre 2021.
| n° | Titolo originale          | Titolo italiano           | Prima Tv USA      | Prima Tv Italia  |
| -- | ------------------------- | ------------------------- | ----------------- | ---------------- |
| 1  | Judgement Call            | Mossa falsa               | 24 settembre 2019 | 25 ottobre 2020  |
| 2  | The Terminator Conundrum  | Il dilemma Terminator     | 1º ottobre 2019   | 1º novembre 2020 |
| 3  | Bad Apple                 | Dentro la Grande Mela     | 8 ottobre 2019    | 8 novembre 2020  |
| 4  | Overlooked                | Un conto in sospeso       | 15 ottobre 2019   | 15 novembre 2020 |
| 5  | Spies & Lies              | Spie & bugie              | 22 ottobre 2019   | 22 novembre 2020 |
| 6  | Matthew 5:9               | Matteo 5.9                | 5 novembre 2019   | 29 novembre 2020 |
| 7  | Boom-Boom-Boom-Boom       | Bum!                      | 12 novembre 2019  | 6 dicembre 2020  |
| 8  | The Order of the Mongoose | L'ordine delle manguste   | 19 novembre 2019  | 13 dicembre 2020 |
| 9  | Convicted                 | L'altro colpevole         | 26 novembre 2019  | 7 giugno 2021    |
| 10 | Requital                  | Occhio per occhio         | 17 dicembre 2019  | 14 giugno 2021   |
| 11 | Bad Moon Rising           | Sotto una cattiva Luna    | 16 febbraio 2020  | 21 giugno 2021   |
| 12 | Waiting for Monroe        | Madame X                  | 23 febbraio 2020  | 28 giugno 2021   |
| 13 | The Root of All Evil      | La radice di tutti i mali | 1º marzo 2020     | 5 luglio 2021    |
| 14 | The Man in the Red Suit   | L'uomo in rosso           | 8 marzo 2020      | 12 luglio 2021   |
| 15 | Relentless                | Imprevisti e probabilità  | 15 marzo 2020     | 19 luglio 2021   |
| 16 | Pride and Prejudice       | Piano C                   | 15 marzo 2020     | 9 agosto 2021    |
| 17 | Biased                    | L'arco dell'universo      | 22 marzo 2020     | 16 agosto 2021   |
| 18 | A Changed Woman           | Un'altra donna            | 29 marzo 2020     | 23 agosto 2021   |
| 19 | Monolith                  | L'inganno perfetto        | 12 aprile 2020    | 29 agosto 2021   |
| 20 | Predators                 | Predatori                 | 19 aprile 2020    | 5 settembre 2021 |

## Mossa falsa
- Titolo originale: Judgement Call
- Diretto da: James Hayman
- Scritto da: Christopher Silber

### Trama
Pride deve interrompere le sue vacanze quando Hannah viene sospesa per violazione del protocollo durante un'indagine congiunta con l'FBI.
- Guest star: Chelsea Field (Rita Devereaux), Adam David Thompson (agente speciale FBI Harper), Clifton Duncan (Colonel Freeman), David DeSantos (Henry Gaines), Hal Ozsan (Ryan Porter), Joanna Cassidy (madre di Pride), Richard Thomas (vicedirettore NCIS Van Cleef), Venus Ariel (Naomi Porter), Abraham Hsu (osservatore FBI), Angela Griffitt (donna cattiva #1), Britton Webb (capo), Kassandra Bandfield (tecnico FBI), Santo Andrew Panzarella (autista), Tony Janning (maggiore Welles).
- Ascolti Italia: telespettatori 944 000 - share 3,90%[2]

## Il dilemma Terminator
- Titolo originale: The Terminator Conundrum
- Diretto da: Ed Ornelas
- Scritto da: Jan Nash

### Trama
L'NCIS indaga su un incidente occorso ad un aereo privato dopo che un pilota della Marina ha detto di aver visto un oggetto non identificato prima dell'incidente. Inoltre, Pride soffre di insonnia e incubi come conseguenza del rapimento e della droga assunta l'anno precedente.
- Guest star: Alex Beh (Scott Sanders), Elizabeth Faith (Ludlow Frost), Kristin Carey (Sheri Pruitt), Lindsay Pulsipher (Kelly), Wyatt Walter (Will), Caroline Cole (donna), Cory Hart (agente Winchester), Jeff Robins (commesso), Leslie Nipkow (manager motel), Trazione Lashawn (consigliere).
- Ascolti Italia: telespettatori 905 000 - share 3.60%[3]

## Dentro la Grande Mela
- Titolo originale: Bad Apple
- Diretto da: Stacey K. Black
- Scritto da: Ron McGee

### Trama
Pride si reca a New York City dopo che nuove prove del DNA si ricollegano a un caso irrisolto di venti anni prima, quando Pride era un agente presso l'ufficio dello sceriffo Jefferson Parish.
- Guest star: Angel Desai (dott. Tanaka), Frederick Koehler (Elliot Whitman), John Bedford Lloyd (Hank Griffin), Kim Hawthorne (ten. Baker), Lenny Platt (detective David Cabrera), Lindsay Pulsipher (Kelly), Shanley Caswell (Laurel Pride), Wyatt Walter (Will), Christopher Winchester (Comandante REACT), Richard Rottger (Parker Lacey), Tatiana Zappardino (Nadine Schiff), Zele Avradopoulos (Molly Schiff).
- Ascolti Italia: telespettatori 894 000 - share 3,30%[4]

## Un conto in sospeso
- Titolo originale: Overlooked
- Diretto da: Stacey K. Black
- Scritto da: Ron McGee

### Trama
Il team dell'NCIS scopre un traffico di esseri umani in un centro di detenzione privato incaricato dal governo di ospitare immigrati privi di documenti. Inoltre, Lasalle e Sebastian si recano in Alabama per cercare il fratello scomparso di Lasalle.
- Guest star: Angel Desai (dott. Tanaka), Frederick Koehler (Elliot Whitman), John Bedford Lloyd (Hank Griffin), Kim Hawthorne (ten. Baker), Lenny Platt (detective David Cabrera), Lindsay Pulsipher (Kelly), Shanley Caswell (Laurel Pride), Wyatt Walter (Will), Christopher Winchester (Comandante REACT), Richard Rottger (Parker Lacey), Tatiana Zappardino (Nadine Schiff), Zele Avradopoulos (Molly Schiff).
- Ascolti Italia: telespettatori 1 137 000 – share 4,30%[5]

## Spie & bugie
- Titolo originale: Spies & Lies
- Diretto da: LeVar Burton
- Scritto da: Brooke Roberts

### Trama
Il tenente della Marina Max Landry chiede aiuto alla squadra di New Orleans quando sospetta che la sua ragazza sia in realtà una spia. Nel frattempo, LaSalle affronta un'altra sconfitta devastante quando trova il corpo di suo fratello in Alabama.
- Guest star: Wyatt Walter (Will), Kendall Johnson (Carl "Shorty" Goggins), Nneka Okafor (Rina), Michael Ocampo (Max), Rebecca Luker (Rose Lasalle), Stephen Louis Grush (Paul Dolan), Gralen Bryant Banks (D.A. Kellan Walsh), Faron Salisbury (Russian Handler), Harper Whittington(figlio di Shorty), Prince Hammond (sospettato), Trenise Gray (moglie Shorty), Kevin Pozzo (agente Swat), Steven Waldren (agente Roy).
- Ascolti Italia : telespettatori 991 000 – share 3,70%[6]

## Matteo 5.9
- Titolo originale: Matthew 5:9
- Diretto da: Michael Zinberg
- Scritto da: Chad Gomez Creasey

### Trama
LaSalle vuole vendicare l'omicidio di suo fratello rintracciando un giro di spaccio di oppioidi in Alabama. Mentre indaga LaSalle viene colpito e portato in un ospedale dove muore, lasciando Pride e la squadra devastati. Quando Pride riesce a collaborare al caso, incontra e successivamente arresta un uomo coinvolto nella sparatoria.
- Guest star: Eddie Cahill (Eddie Barrett).
- Ascolti Italia: telespettatori 1 211 000 – share 4,60%[7]

## Bum!
- Titolo originale: Boom-Boom-Boom-Boom
- Diretto da: Mary Lou Belli
- Scritto da: Talicia Raggs

### Trama
Una sala cinematografica viene rasa al suolo in seguito a un'esplosione di gas naturale che il team scopre essere stata causata da un hacker. Quest'ultimo vuole vendetta poiché è un dipendente del comune che sarà licenziato per tagliare i costi. Il suo vero piano è far esplodere il municipio. Nel frattempo, la squadra continua a piangere la perdita di LaSalle.
- Ascolti Italia: telespettatori 1 180 000 – share 4,40%[8]

## L'ordine delle manguste
- Titolo originale: The Order of the Mongoose
- Diretto da: Rob Greenlea
- Scritto da: Katherine Beattie

### Trama
Sebastian convoca la squadra per offrire la loro assistenza con un probabile caso di rapimento quando il figlio di un dignitario straniero scompare improvvisamente da una sala concerti locale. Nel frattempo, Wade indaga sugli abusi subito da una donna.
- Ascolti Italia: telespettatori 1 286 000 – share 5,10%[9]

## L'altro colpevole
- Titolo originale: Convicted
- Diretto da: Hart Bochner
- Scritto da: Jan Nash e Christopher Silber

### Trama
Dopo che Eddie Barrett fornisce un alibi, Pride e il team sono più determinati che mai a trovare una soluzione all'omicidio e vendicare Lasalle.
- Guest star: Eddie Cahill (Eddie Barrett).
- Ascolti Italia: telespettatori 953 000 – share 4,40%[10]

## Occhio per occhio
- Titolo originale: Requital
- Diretto da: Michael Zinberg
- Scritto da: Jan Nash e Christopher Silber

### Trama
Pride, per parlare con Eddie, è costretto a diventare suo "ospite". Questo gli permette continuare le indagini  e di scoprire un complotto dannoso per tutti. Il piano di Eddie Barrett è quello di far esplodere la casa colonica che ospita tutta la sua setta denominata i degni, costituita per lo più da persone povere o in difficoltà. Come sempre la tenacia di Pride e della sua squadra prevale e riescono a sventare il piano. Pride uccide Eddie ma rimane il dubbio se sia stato per difesa.
- Guest star: Eddie Cahill (Eddie Barrett).
- Ascolti Italia: telespettatori 1 073 000 – share 4,90%[11]

## Sotto una cattiva Luna
- Titolo originale: Bad Moon Rising
- Diretto da: Lionel Coleman
- Scritto da: Ron McGee

### Trama
La squadra è preoccupata quando Sebastian diventa irraggiungibile mentre è sotto copertura come nuova recluta. Infatti devono sventare un attacco terroristico da parte di ex militari delusi dalle riforme americane riguardanti le selezioni per le nuove reclute nella difesa statunitense. Per fortuna Pride e i suoi salveranno molte persone.
- Guest star: Andrew Durand (Hunter Marsh), Brian Letscher (Jim Keene), Neal Bledsoe (l'uomo vestito di rosso), Scott Deckert (Abel Brooks), Jamie Flanagan (membro RAC #6), Travis West (Bryce Collier).
- Ascolti Italia: telespettatori 1 055 000 – share 5,40[12]

## Madame X
- Titolo originale: Waiting for Monroe
- Diretto da: James Whitmore Jr.
- Scritto da: Sydney Mitchel

### Trama
La squadra deve rintracciare una misteriosa assassina responsabile di omicidi ad Atene, Roma e Londra. Inoltre, il figlio di Wade la implora di permettergli di fare un giro della polizia per un articolo che sta scrivendo su un programma di sensibilizzazione dei giovani al NOPD.
- Guest star: Alkoya Brunson (CJ Malloy), Angel Desai (dottore Tanaka), Ellen Adair (Karla Monroe), Keith David (Gene Holloway), Timeca Seretti (Joanne Sheppard).
- Ascolti Italia: telespettatori 732 000 – share 3,50%[13]

## La radice di tutti i mali
- Titolo originale: The Root of All Evil
- Diretto da: Tessa Blake
- Scritto da: Stephanie Sengupta e Corey Moore

### Trama
La squadra indaga sull'omicidio di un capitano della JAG che è stato scoperto a casa da sua figlia, unica erede della sua grande proprietà. Inoltre, Sebastian è intimidito quando viene messo a capo di una squadra nel suo primo giorno di formazione  Regional Enforcement Action Capabilities Team (REACT).
- Guest star: Chelsea Gilligan (Selina Garrett), Clara Wong (Heather Daniels), Connie Shi (Quynh), Deariesha Mack (Rhonda), Greg Serano (Lawrence Chastang), Nick Bailey (Mason Balfour), William Demeritt (Gus), Demi Castro (John Garrett), Dwayne Alistair Thomas (comandante Needum Taylor), Paul Sanchez (detective Dillard).
- Ascolti Italia: telespettatori 1 028 000 – share 5,20%[14]

## L'uomo in rosso
- Titolo originale: The Man in the Red Suit
- Diretto da: James Hayman
- Scritto da: Chad Gomez Creasey e Jan Nash

### Trama
Quando Pride non riesce a dormire a causa dei continui incubi sul misterioso uomo vestito di rosso, si sottopone a un trattamento specializzato per aiutarlo a capire l'identità dell'uomo. Quindi, il nuovo ufficiale arrogante, l'agente speciale Quentin Carter, si unisce alla squadra.
- Guest star: Angel Desai (dott. Beth Tanaka), Elena Shaddow (Mena Pride), Gavin Warren (Little Dwayne), Jason Alan Carvell (Jimmy Boyd), Michelle Bonilla (Rosa Ortiz), Neal Bledsoe (l'uomo vestito di rosso), Raquel Dominguez (PFC Daniela Ortiz), Justin Miles (Young Cassius Pride), Mike Harkins (Joel Anders), Ned Yousef (responsabile del negozio), Steven Waldren (agente Roy).
- Ascolti Italia: telespettatori 936 000 – share 5,00%[15]

## Imprevisti e probabilità
- Titolo originale: Relentless
- Diretto da: Gordon Lonsdale
- Scritto da: Cameron Dupuy

### Trama
Tammy deve proteggere Rachel, un'adolescente ossessionata dalla ricerca, dopo che suo padre è stato colpito da uno sparo nella loro casa, mentre il resto della squadra cerca un movente.
- Guest star: Chelsea Field (Rita Devereaux), David Selby (Clarence "Red" Redding), Jason Alan Carvell (Jimmy Boyd), Joanna Cassidy (Mena Cantrell), Lillian Carrier (Rachel Kinnaman), West Liang (agente di polizia di Covington Tim Breaux), Jay Huguley (ingegnere navale Ben Kinnaman), Kenny Alfonso (Kendall Veidt), Lance Tafelski (Cutter), Lillian J. Small (dottore).
- Ascolti Italia: telespettatori 985 000 – share 5,30%[16]

## Piano C
- Titolo originale: Pride and Prejudice
- Diretto da: Hart Bochner
- Scritto da: Brooke Roberts

### Trama
Quando un uomo che impersona Lasalle tenta di liberare una giovane donna dal carcere, la squadra indaga sia sull'impostore che sul prigioniero. Inoltre, la figlia di Pride gli fa una visita a sorpresa.
- Guest star: Caroline Pluta (Etta Brinks), Hal Ozsan (Ryan Porter), Lenny Platt (David Cabrera), Linden Ashby (vice ammiraglio Tony Hicks), Shanley Caswell (Laurel Pride), Sherman Augustus (Jack Hardin), Venus Ariel (Naomi Porter), Alon McKleveen (criminale #2), Harrison Stone (Rhett Howard/Fake Lasalle), Jessica Elizabeth Johnson (criminale #1), Jordan Allen (direttore Hotel), Leydi Morales (guardia), Shane Lecocq (captaino Longford), Steven Waldren (agente Roy).
- Ascolti Italia: telespettatori 750 000 – share 5,20%[17]

## L'arco dell'universo
- Titolo originale: Biased
- Diretto da: LeVar Burton
- Scritto da: Talicia Raggs

### Trama
Le tensioni razziali aumentano a New Orleans quando un ufficiale bianco del NOPD spara a un ufficiale della Marina nero che credeva fosse armato nel mezzo di un'affollata festa di strada.
- Guest star: Brandon Gill (Gerald Young), Keith David (Gene Holloway), Mandy Levin (detective polizia della Louisiana Christina Cooper), Matthew James Thomas (detective Ted Bradley), Shelley Robertson (Nessa Mitchell), Arielle B. Reece (Neighbor #10), Chauncey Slack (Pastor), Clyde R. Jones (uomo nero), Delish Da Goodness (vicino #2), Dennis Thomas IV (vicino #9), Gary Dewayne Brown, Jr. (P.O. Ali Morgan), Grace Hinson (reporter), Jasmine Johnson (Jasmine Bennet), Joshua R. Ford (vicino #1), Landon Turner (vicino #7), Normeka Ageous (vicino #8), Princeton Drake (vicino #6), Shameka Gray (vicina #3), Stylist B. (vicino #5), Tevin Marbeth (vicino #4), Thomas Owen (rappresentante sindacale Drakes).
- Ascolti Italia: telespettatori 669 000 – share 4,90%[18]

## Un'altra donna
- Titolo originale: A Changed Woman
- Diretto da: Mary Lou Belli
- Scritto da: Katherine Beattie

### Trama
Quando un marinaio della Marina viene trovato morto, la squadra segue i movimenti sospetti di persone nella sua vita prima della sua morte. Inoltre, Hannah fa i conti con la relazione di sua figlia con la nuova fidanzata del suo ex, Veronica.
- Guest star: Hal Ozsan (Ryan Porter), Callie Thorne (Sasha Broussard), Katie Rose Clarke (Veronica), Luke Slattery (Franklin), Mackenzie Mauzy (Emily), Naomi Porter (Venus Ariel), Bill Martin Williams (avvocato), Chasity Renee Rogers (assistente alla salute a domicilio), Cuyle Carvin (Luke Doucet), Rafael Villegas (tenente Sam Montez), Tim J. Smith (Blaine Osborne / Shady).
- Ascolti Italia: telespettatori 828 000 – share 6,70%[19]

## L'inganno perfetto
- Titolo originale: Monolith
- Diretto da: Diana Valentine
- Scritto da: Chad Gomez Creasey e Sydney Mitchel

### Trama
Quando Sebastian viene ferito mentre cerca senza successo di impedire un rapimento, l'NCIS corre per trovare la donna scomparsa e i suoi rapitori. Inoltre, la squadra dà una sbirciatina alla vita personale dell'agente Carter.
- Guest star: Jasmine Batchelor (Audrey Spencer), Cory Hart (agente D.I.A. Winchester), Michael Sun Lee (Feng Wei), Steven Waldren (agente Roy), Turner Crumbley (Travis Hayes), Ulisses Gonsalves (uomo #2).
- Ascolti Italia: telespettatori 1 223 000 – share 6,80%[20]

## Predatori
- Titolo originale: Predators
- Diretto da: Gordon Lonsdale
- Scritto da: Stephanie Sengupta

### Trama
Il team indaga sulla morte di un microbiologo navale il cui hobby come "sfatatore di miti" ha provocato la sua morte per mano di una leggendaria creatura. Inoltre, l'agente Khoury conduce un'indagine sulle precedenti azioni del vicedirettore Van Cleef, che l'ha demansionata per accuse errate secondo cui ha portato alla morte un suo informatore durante una missione in Algeria.
- Guest star: America Olivo (Emily Landau), Jamie Jackson (Vince Boucher), Mary Crosbie (Karen Boucher), Paige Turco (Linda Pride), Richard Thomas (vicedirettore NCIS Ezra Van Cleef), Shannon Marie Sullivan (Kyra Russell), Tom Lenk (Kevin McCable), Lee Osoric (Daniel Sloane).
- Ascolti Italia: telespettatori 891 000 – share 4,30%[21]